# Zona arqueológica de La Pedriza
La zona arqueológica de la Pedriza es un yacimiento arqueológico del municipio español de Manzanares el Real, en la Comunidad de Madrid. Se ubica en la zona denominada La Pedriza del Manzanares.

## Ubicación
La zona arqueológica se encuentra en terrenos de naturaleza ígnea correspondiente a granito y leucogranitos tardíos del Ciclo Hercínico. Geomorfológicamente la zona se inscribe en el ambiente de la Sierra, en el subambiente de la Alta Sierra, extendiéndose sobre las vertientes sur y sureste de La Pedriza de Manzanares .
La zona destaca por su elevado número de yacimientos pertenecientes a la Edad del Bronce, que contrasta con la escasez de asentamientos pertenecientes a otras épocas. Cronológicamente, los primeros indicios son útiles y restos de talla realizados en sílex. Existe, además, una referencia bibliográfica que hace mención a un supuesto dolmen conocido como las "Pilas Simétricas de la Peña Sagra".
Los numerosos yacimientos de la Edad del Bronce presentan el mismo esquema de asentamiento: se localizan bien sobre plataformas entre afloramientos graníticos, con amplio dominio visual, bien en pequeños abrigos. En ambos casos,  se ubican siempre en la vertiente más protegida (este y sureste) y muy próximos entre sí. Las hipótesis más acertadas identifican estos yacimientos con un poblamiento estacional o con un poblado dispersos. En ambos casos, la ganadería como modelo de vida predominante debió cumplir un papel importante. En estrecha relación con estos asentamientos se encuentran los abrigos con restos de pinturas esquemáticas. En la actualidad, no se conocen muchos enclaves de esta naturaleza, pero dadas las características del terreno, es muy posible la existencia de otros abrigos con manifestaciones artísticas. Posteriormente, se produjo un vacío poblacional que alcanza hasta la Edad Media, momentos en que la villa de Manzanares adquiere importancia, lo cual queda reflejado en la construcción de su castillo. Finalmente, su momento de esplendor lo alcanzó a lo largo de los siglos XV y XVI, coincidiendo con el dominio de la familia Mendoza, y decayendo con posterioridad a dicha fecha.

## Estatus patrimonial
El área fue declarada Bien de Interés Cultural, en la categoría de zona arqueológica, el 2 de marzo de 1995, mediante decreto publicado el 17 de abril de ese mismo año en el Boletín Oficial de la Comunidad de Madrid, con la rúbrica del presidente de la comunidad autónoma, Joaquín Leguina, y del consejero de Educación y Cultura, Jaime Lissavetzky.